# Buthus zeylensis
Espèce
Synonymes
- Buthus occitanus zeylensis Pocock, 1900

Buthus zeylensis est une espèce de scorpions de la famille des Buthidae.

## Distribution
Cette espèce est endémique du Somaliland en Somalie. Elle se rencontre vers Zeilah et Gerisa.

## Description
Le mâle décrit par Kovařík, Šťáhlavský et Elmi en 2020 mesure 39,30 mm et la femelle 44,26 mm.

## Systématique et taxinomie
Cette espèce a été décrite sous le protonyme Buthus occitanus zeylensis par Pocock en 1900. Elle est placée en synonymie avec Buthus occitanus berberensis par Levy et Amitai en 1980. Elle est relevée de synonymie et élevée au rang d’espèce par Kovařík, Šťáhlavský et Elmi en 2020.

## Étymologie
Son nom d'espèce, composé de zeyl[a] et du suffixe latin -ensis, « qui vit dans, qui habite », lui a été donné en référence au lieu de sa découverte, Zeilah.

## Publication originale
- Pocock, 1900 : « Arachnida. » The fauna of British India, including Ceylon and Burma, London, Taylor and Francis, p. 1-279 (texte intégral).